# Thomas Nicholls
Thomas Nicholls   (Wellington i South Elmsall, 12 d'octubre de 1931 - Telford, 31 de juliol de 2021) va ser un boxejador anglès que va competir durant les dècades de 1940 i 1950.
El 1952 va prendre part en els Jocs Olímpics d'Estiu de Hèlsinki, on quedà eliminat en setzens de final en la categoria del pes gall del programa de boxa. Quatre anys més tard, als Jocs de Melbourne, guanyà la medalla de plata en la categoria del pes ploma, en perdre la final contra el soviètic Vladimir Safronov. En el seu palmarès destaquen sis títols de Midlands ABA entre 1950 i 1956 i quatre campionats nacionals ABA, dos del pes gall, el 1951 i 1952, i dos del pes ploma, el 1955 i el 1956.